# Кубинцево
Кубинцево — упразднённое в 1932 году село Балахнинского района, включённое в черту города Балахны Нижегородского края. Ныне микрорайон Кубенцево города Балахны Нижегородской области России.

## География
Расположено на правом берегу реки Волги.

## История
Входило в состав Жарской волости, до образования Балахнинского (Балахонского) уезда, входившая в состав Пурецкой волости, которая, в свою очередь, входила в состав Нижегородского уезда.
В 1807 году возведен каменный Сретенский храм.
В 1842 году архитектор Алексей Алексеевич Пахомов предложил новый проект Церкви Сретения Господня,
В 1899 году создана колония «посемейного призрения».
1 февраля 1932 года ВЦИК постановил селение Кубинцево Балахнинского района включить в городскую черту Балахны.